# Рознесена архітектура
Рознесена архітектура — це термін в області комп'ютерних наук, що описує процесор з позачерговим виконанням заданих в інструкційному циклі процесора команд від остаточної дії в конвеєрі команд за допомогою буфера. Метою буфера є відокремлення доступу до пам'яті і функцій виконання в комп'ютерній програмі, і досягнення високої продуктивності за рахунок використання добре розробленого паралелізму між ними. При цьому він ефективно приховує всю латентність пам'яті з точки зору процесора.
Великий буфер може, теоретично, збільшити пропускну здатність. Однак, якщо процесор зробить помилкове прогнозування розгалуження, то весь буфер буде видалений, з втратою циклів роботи і зменшенням ефективності. Більш того, великі буфери створюють більше тепла і займають більше місця. З цих причин дизайнери процесорів сьогодні дотримуються багатопотокового підходу до проектування.
Рознесена архітектура, як правило, не підходить для загальних обчислювальних цілей, оскільки вона погано підтримує насичений контрольними конструкціями код. Насичений контрольними конструкціями код включає такі речі, як вкладені гілки, які часто зустрічаються в ядрі операційної системи. Рознесена архітектура відіграє важливу роль у плануванні архітектури «дуже довгого командного слова» (ДДКС/VLIW).